# Эмиссионный банк
Эмиссионный банк (или банк-эмитент) — банк, выпускающий в обращение (эмитирующий) денежные знаки или ценные бумаги и платёжно-расчётные документы (банковские карты, чековые книжки). Эмиссией денег в стране чаще всего занимаются центральные банки, выпуском ценных бумаг — коммерческие банки. Выпущенные банком банковские карты на протяжении всего срока действия остаются собственностью банка-эмитента, а держатель карты получает её лишь в пользование.
Также банком-эмитентом называют банк, действующий по поручению плательщика об открытии аккредитива и в соответствии с его указанием, обязуется произвести платежи получателю средств или оплатить, акцептовать или учесть переводной вексель либо дать полномочие другому банку (исполняющему банку) произвести платежи получателю средств или оплатить, акцептовать или учесть переводной вексель. К банку-эмитенту применяются правила об исполняющем банке.